# Gatesville (Texas)
Pour les articles homonymes, voir Gatesville.
La ville de Gatesville est le siège du comté de Coryell, dans l’État du Texas, aux États-Unis. Sa population s’élevait à 15 751 habitants lors du recensement de 2010, estimée à 12 498 habitants en 2016. La ville a la particularité de compter, en plus d'une prison pour hommes, 5 des 9 prisons du Texas réservées aux femmes. L'une d'elles abrite le couloir de la mort où attendent les femmes condamnées à la peine capitale.

## Source
- (en) Cet article est partiellement ou en totalité issu de l’article de Wikipédia en anglais intitulé « Gatesville, Texas » (voir la liste des auteurs).

1. ↑  « Unit Directory - Region/Type of Facility/Map », sur www.tdcj.texas.gov (consulté le 21 octobre 2020)